# ريو أوكادا
ريو أوكادا (باليابانية: 岡田 隆) (10 أبريل 1984 في فوجيدا في اليابان – )؛ هو لاعب كرة قدم ياباني سابق كان يلعب كلاعب وسط.

## وصلات خارجية
- ريو أوكادا على موقع رابطة كرة القدم اليابانية للمحترفين (اليابانية)
- ريو أوكادا على موقع قاعدة بيانات كرة القدم.إي يو (الإنجليزية)
- ريو أوكادا على موقع Soccerway.com (الإنجليزية)
- ريو أوكادا على موقع عالم كرة القدم.نت (الإنجليزية)
- ريو أوكادا على موقع كووورة